# Antoniusmühle (Mühlhausen)

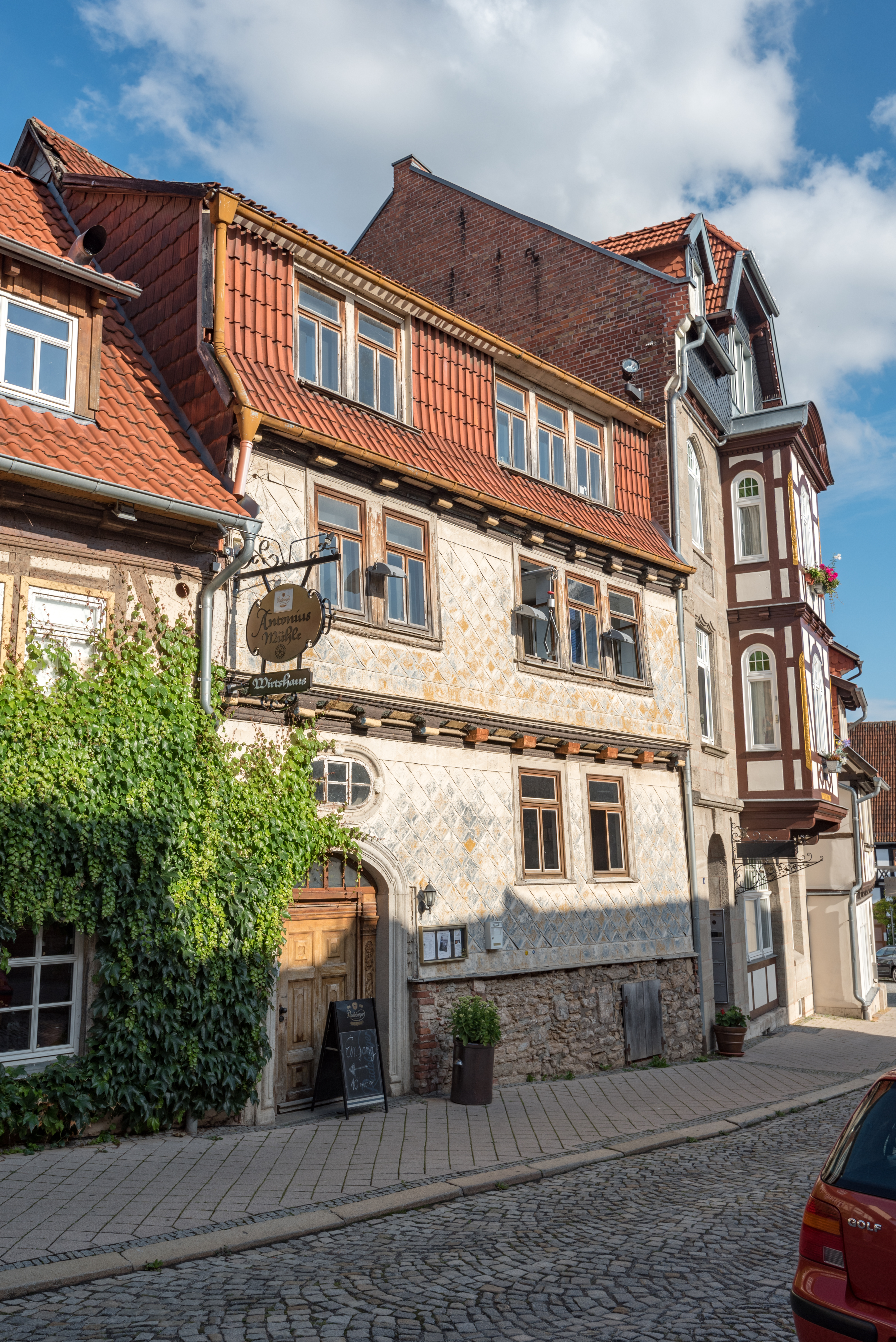
Wirtshaus Antoniusmühle, Am Frauentor 7

Die Antoniusmühle oder Antonius Mühle, auch Senfmühle genannt, befindet sich in Mühlhausen/Thüringen und ist ein Baudenkmal. Seit dem Jahr 2002 beherbergt sie ein Wirtshaus.

## Geschichte
Die Antoniusmühle wurde 1323 innerhalb der Stadtmauern am Frauentor errichtet. Das Bauwerk diente über Jahrhunderte als Mahlmühle für Senf und Getreide. Ihr Name wurde vom gegenüber liegenden Hospital St. Antonie abgeleitet.

### Der Bau des Mühlgrabens
Der Bach Breitsülze lieferte das Mühlwasser, er entspringt am Mühlhäuser Ortsteil Sambach, etwa 2,2 km nordwestlich der Mühle. Der Wasserlauf wurde wahrscheinlich schon im 13. Jahrhundert in die Stadt geleitet, was bedingt durch das hügelige Gelände westlich der Altstadt als technische Meisterleistung angesehen werden muss. Nur mit Hilfe einiger Brücken (Aquädukte) gelang es, den Graben in zahlreichen Windungen über eine Gesamtstrecke von 6 km an die Stadt heranzuführen. Nach der Überlieferung entwarf ein Mönch vom Kloster Reifenstein den Bauplan.
Für die damalige Zeit galt das Bauwerk als Wunderwerk.

### Die Nutzung des Mühlgrabens
Der Mühlgraben wurde von mehreren Mühlen benutzt: Am Äußeren Frauentor lag die Blobachmühle. Danach floss das Mühlwasser über den Stadtgraben am Rabenturm zum Inneren Frauentor. Bei archäologischen Grabungen wurden beachtliche Reste dieser Wasserrinne am Fuß der Stadtmauer am Rabenturm freigelegt. Innerhalb der Stadt wurde der Mühlgraben auf weitere Mühlen und Handwerksbetriebe mit hohem Wasserbedarf (Gerbereien, Färbereien) verteilt.
Ein Arm trennte sich am Antoniushospital vom Hauptarm und floss die Holzstraße entlang, um „hinter der Mauer“ in die Schwemmnotte einzumünden. Der Hauptarm bog nach Süden ab und trieb die Antoniusmühle an. Der Bach hatte ein Gefälle von 7 Ellen (= 4,10 Meter) und somit das höchste Gefälle der Mühlhäuser Stadtmühlen. Der Volksmund berichtete zur damaligen Zeit über trinkfeste Wirtshausbesucher: „Er hat ein Gefälle wie die Antoniusmühle.“
Die Antoniusmühle war bis ins 19. Jahrhundert in Betrieb. Mit der Zerstörung der Wasserzufuhr war das Schicksal der Mühle besiegelt. Das Mühlrad wurde bereits 1828 beseitigt. Der Wasserkasten vor der Mühle wurde 1950 bei Pflasterarbeiten entfernt und die Ecke der vorspringenden Scheune in eine neue Bauflucht zurückgenommen.

### Umbau zum Wirtshaus
Am 3. November 1999 erwarb der Kaufmann Thomas Heussner die einstige Antoniusmühle. In liebevoller Detailarbeit saniert, wurde sie nach dreijähriger Planungs- und Bauphase am 27. Juli 2002 ihrem neuen Zweck als Wirtshaus der Öffentlichkeit zugänglich gemacht.

### Die Sage vom Bau des Mühlgrabens
Der Sage nach hatte der Mönch ein Liebchen in der Stadt. Dieses Treiben blieb nicht lange unentdeckt, und der Mönch wurde ergriffen und zum Tode verurteilt. Während er auf der gegenüberliegenden Straßenseite im Kerker des Rabenturms auf seine Hinrichtung wartete und darüber nachsann, was er denn tun könne, um am Leben zu bleiben, erschien ihm des Nachts der Teufel. Im Tausch für seine Seele versprach ihm der Teufel einen Plan zum Bau des künstlichen Wasserlaufs. Nach Fertigstellung dieses künstlichen Bachbettes gerieten Mönch und Teufel in den Mauern der Mühle so in Streit, dass sie durch die Mauern des Mühlraumes in die Hölle gefahren sind. Die Köpfe der beiden sind jetzt noch in der Außenwand zu erkennen.

### Sonderführungen
Am Tag des offenen Denkmals, am 10. September 2000 war die Mühle unter dem Thema „Alte Bauten – Neue Chancen“ geöffnet, am 13. September 2009 ist sie unter dem Thema „Historische Orte des Genusses“ ebenfalls gelistet.